# 性爱录影带
是一部2014年美国喜剧电影，由杰克·卡斯丹导演，凯特·安杰洛、杰森·席格尔和尼古拉斯·斯托勒，席格尔、卡梅隆·迪亚兹、罗伯·考德瑞、埃莉·肯珀和罗伯·劳主演，影片于2014年7月18日由哥伦比亚影业发行。

## 剧情
杰·哈格洛夫（Jay Hargrove）和安妮·哈格洛夫（Annie Hargrove）是一对夫妻，育有两个孩子。两人一有机会就会做爱。杰为勃起而纠结后，安妮建议两人应录一段性爱录像。两人按照《性的愉悦》所列的不同角度拍摄自己做爱时的场景。完成后，安妮让杰删掉录像，但杰最后反而将录像同步到几台iPad中，而这几台iPad都是夫妇俩送给别人的。没能把视频从云端弄出来的两人，决定夺回所有送出的iPad，引发一系列尴尬遭遇和频繁的电话。
将iPad收集起来并删掉视訊后，两人好友的儿子威胁着要把两人的性爱录像副本上传到YouPorn，除非两人给他25000美元。不想给孩子钱的两人闯入YouPorn总部，破坏他们的服务器。随之响起的警报声迅速挫败了两人的计划。老总和他的手下威胁要打电话报警，想私了的话就赔偿15000美元损失费给他们。老总还删掉了两人的视频，解释称如果想要删掉视频，两人必须给他发请求電子郵件。之後，他们删掉了两人所有的视频，除了录影带的副本。杰和安妮决定再看一次录像。后来，他们拿走装走装有录影带的USB闪存驱动器，到屋外用锤子砸碎它，把它扔进火里烧了，还把剩下的灰烬用土埋了。

## 演员
| 演員          | 角色          | 備註       |
| 卡梅隆·迪亚兹 | 安妮·安格洛夫 | 杰的妻子   |
| 杰森·席格尔   | 杰·安格洛夫   | 安妮的老公 |
| 罗伯·考德瑞   | 罗比          |            |
| 埃莉·肯珀     | 忒斯          |            |
| 罗伯·劳       | 汉克·罗森鲍姆 |            |
| 奈特·费克森   | 麦克斯        |            |
| 南茜·莱内翰   | 琳达          |            |
| 兰道尔·朴     | 爱德华        |            |
| 戴夫·艾伦     | 邮差          |            |
| 杰克·布莱克   | YouPorn老板   |            |

## 制作

### 开发
索尼影业于2011年6月收购了剧本。2011年10月下旬，尼古拉斯·斯托勒在电影导演研讨会上击败了马克·沃特斯。

### 选角
杰森·席格尔曾考虑当男主角，而瑞茜·威瑟斯彭、艾米·亚当斯、艾米莉·布朗特、萝丝·拜恩和詹妮弗·加纳曾考虑当女主角。2012年3月，杰克·卡斯丹宣布担任影片导演。同时，卡梅隆·迪亚兹被提名为席格尔的妻子这一可能角色，但她直到2013年4月才参加磋商。

### 拍摄
影片于2013年9月12日在马萨诸塞州牛顿开机。汉克的房子位于马萨诸塞州韦斯顿的西部郊区。

## 发行

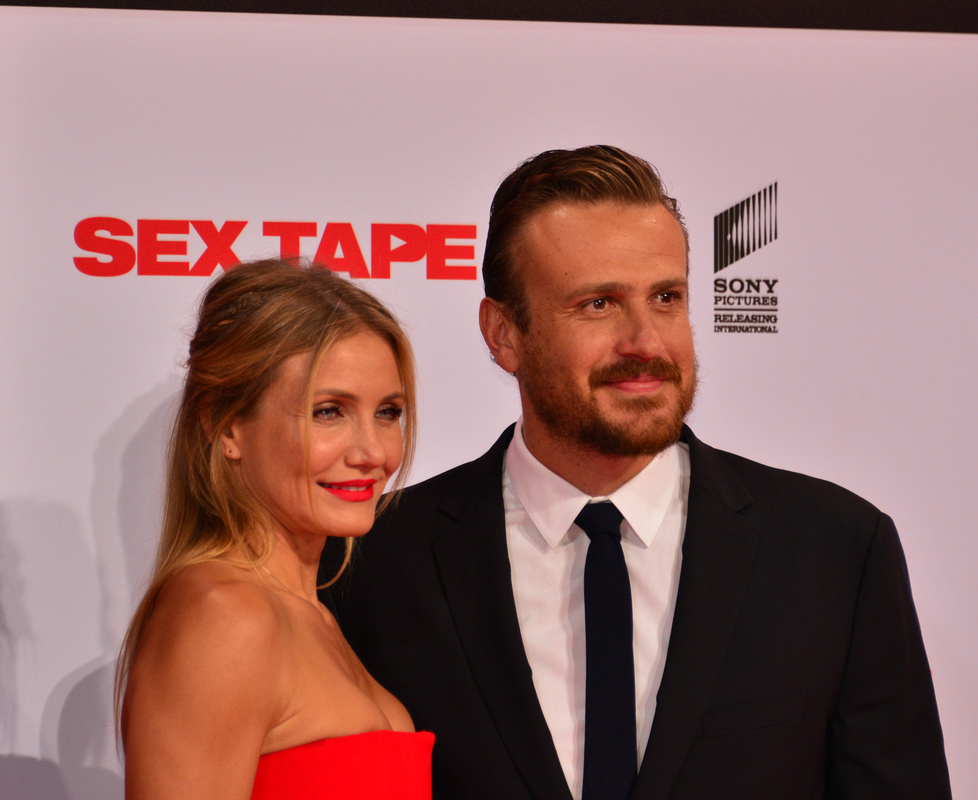
迪亚兹和席格尔在影片的柏林首映礼上

2014年3月17日，影片的第一张海报和一批剧照被发布，2014年4月2日发布红标预告片，2014年4月24日发布绿标预告片。6月5日，索尼英国发行影片过的国际版预告片。
2014年5月30日，影片的上映日期从2014年7月25日提前到7月18日。
6月19日，最后一部红标预告片发布，在影院里与梅丽莎·麦卡西喜剧电影作品《谭米》相连接。

### 印度的审查
印度电影分级中央委员会的审查委员会拒绝了电影的初审版。经过一些小改动后，委员会接受电影，电影将于2014年8月29日在该国上映。

### 票房
截至影片下架，北美地区票房合同3850万美元，其他地区票房合共1.261亿美元，而制片预算为4000万美元。
影片在北美的2457家剧院上映，周四首映当晚赚到110万美元。上映首周末，影片获得1640万美元，位列票房榜第四位，紧随《猩球崛起：黎明之战》（3620万美元）、《人类清除计划2》（2980万美元）和《飞机总动员：火线救援》（1750万美元）之后。
影片凭借143万英镑的上映首周末成绩稳居英国票房榜榜首位置。上映第二周票房673478英镑，跌至第四位。影片在保加利亚、荷兰、斯洛文尼亚等市场上映首周末均取得榜首成绩。德国、英国、澳大利亚等其他地区的票房分别为1214万美元、714万美元和690万美元。
影片于2014年9月5日在台湾65家影院上映，收获286万新台币的票房。
影片于2014年9月11日在香港上映，收获222万港币的票房，是所有新片中的成绩最好的。

### 专业评价
影片获得了影片人的总体负面评价。评论聚合网站烂番茄基于138条评论，给予影片17%的新鲜度，平均得分4.1分（满分10分）。网站公示指出：“既没有信念去接受它的下流前提，也没有身为一部浪漫喜剧的有价值笑点，迟缓的《性爱录影带》受到影院阳痿的影响。”Metacritic根据36条评论，给予影片36分（满分100分），即“普遍差评”。
《卫报》的彼得·布拉德肖（Peter Bradshaw）称影片“是一部调皮得适当却完美的影片，但缺乏大量笑点”，给予影片2星评价（满分5星）。

### 奖项
| 大奖           | 典礼日期      | 奖项         | 获选者                                    | 结果                        | 参考资料 |
| -------------- | ------------- | ------------ | ----------------------------------------- | --------------------------- | -------- |
| 第35届金酸梅奖 | 2015年2月21日 | 最差女主角   | 卡梅隆·迪亚兹                             | 獲獎 （连同《情敌复仇战》） | [ 31 ]   |
| 第35届金酸梅奖 | 2015年2月21日 | 最差银幕组合 | 卡梅隆·迪亚兹与杰森·席格尔                | 提名                        | [ 31 ]   |
| 第35届金酸梅奖 | 2015年2月21日 | 最差剧本     | 凯特·安杰罗、杰森·席格尔和尼古拉斯·斯托勒 | 提名                        | [ 31 ]   |